# Protrigonia
Protrigonia és un gènere monotípic d'arnes de la família Crambidae descrit per George Hampson el 1896. Conté només una espècie, Protrigonia zizanialis, descrita per Charles Swinhoe el 1886, que es troba a Sri Lanka i l'oest de l'Índia.